# Hundrahörning

En regelbunden hundrahörning.

En hundrahörning eller 100-hörning är en polygon med hundra hörn. En liksidig och likvinklig hundrahörning kallas för en regelbunden hundrahörning. Summan av (de inre) vinklarna hos en hundrahörning är alltid 17 640°.

## Regelbundna hundrahörningar
Eftersom vinkelsumman i en n-hörning är lika med {\displaystyle (n-2)\cdot 180^{o}} får vi att hundrahörningens vinkelsumma är lika med:
{\displaystyle (100-2)\cdot 180^{o}=98\cdot 180^{o}=17640^{o}}
Sammanlagt har hundrahörningen 100 vinklar vilka då vardera är:
{\displaystyle {\frac {17640^{\circ }}{100}}=176,4^{\circ }}
Medelpunktvinklarnas summa är 360° och varje medelpunktsvinkel är:
{\displaystyle {\frac {360^{\circ }}{100}}=3,6^{\circ }} eller, ur hörnvinklarnas värde, {\displaystyle 180^{\circ }-176,4^{\circ }=3,6^{\circ }}
Eftersom arean av en regelbunden n-hörning med sidlängden {\displaystyle s} är:
{\displaystyle A={\frac {ns^{2}}{4}}\cdot \cot {\frac {\pi }{n}}} ges hundrahörningens area av:
{\displaystyle A={\frac {100\cdot s^{2}}{4}}\cdot \cot {\frac {\pi }{100}}=25s^{2}\cdot \cot {\frac {\pi }{100}}}.